# Скаленге
Скаленге (итал. Scalenghe) је насеље у Италији у округу Торино, региону Пијемонт.
Према процени из 2011. у насељу је живело 1525 становника. Насеље се налази на надморској висини од 260 м.

## Становништво
Према резултатима пописа становништва 2011. у општини је живело 3.303 становника.
| 1931. | 1936. | 1951. | 1961. | 1971. | 1981. | 1991. | 2001. | 2011. |
| ----- | ----- | ----- | ----- | ----- | ----- | ----- | ----- | ----- |
| 2.529 | 2.428 | 2.437 | 2.266 | 2.406 | 2.564 | 2.740 | 3.072 | 3.303 |

## Партнерски градови
- Жлобин